# モラルジー・デーサーイー
モラルジー・デーサーイー（英語: Morarji Ranchhodji Desai、ヒンディー語: मोरारजी देसाई、1896年2月29日 - 1995年4月10日）は、インドの政治家。ローク・サバー議員、ボンベイ州首相、インド首相（第4代）などを歴任した。

## 経歴
ボンベイ州（現在のグジャラート州）バルサードに8人兄弟の長男として生まれる。ムンバイのウィルソン大学を卒業後に、アフマダーバードの地方公務員として働いている。しかし、マハトマ・ガンディーが呼びかけていた不服従運動に加わり長年にわたり投獄されることとなった。インドの独立後には、議会における政治活動を活発に行い1952年から1956年にかけてはボンベイ州の州首相を務めた。また連邦政府においては財務大臣や副首相を歴任している。
1975年にインド国民会議派の選挙違反が裁判所によって認められたことで有罪判決を受けたインディラ・ガンディー首相が、対抗手段として非常事態令を宣言した 。これによって政治的反対勢力が多数逮捕されることとなり、デーサーイーも投獄されることとなった。こうしたインディラ首相による強権的な政治が反発を受けたため、1977年の連邦下院選挙は国民会議派が大きく議席を減らし、ジャナタ党が過半数の議席を獲得することとなった。選挙結果を受けて、インドで初となる非・国民会議派政権が樹立されデーサーイーが首相に就任することとなった。

### インド首相
ジャナタ党は反インディラを共通点として結集していたため、政権内には意見の対立が大きかった。そのため、首相就任から2年がたった1979年にデーサーイー政権は崩壊している。